# Quadrato di Punnett

Un quadrato di Punnett raffigurante un reincrocio (test cross)

Il quadrato di Punnett è un diagramma ideato dal genetista britannico Reginald Punnett ed è utilizzato in biologia per determinare la probabilità con cui si manifestano i diversi fenotipi derivati dall'incrocio di diversi genotipi.
Il diagramma rappresenta il processo di segregazione e assortimento indipendente dei cromosomi e il processo di fusione dei pronuclei (nuclei aploidi dei gameti) dei due genitori.
Il quadro di Punnett è uno schema semplice che permette di mettere in pratica le leggi di Mendel. In pratica la tavola di Punnett serve a determinare gli incroci tra alleli, che possono appunto essere Dominanti (lettera maiuscola, come ad esempio GL) o recessivi (lettera minuscola, come ad esempio gl).

## Incrocio monoibrido
Per incrocio monoibrido si intende un incrocio in cui si prende in considerazione l'interazione degli alleli di un solo gene.
Un tipico diagramma è il seguente:
|   | A  | a  |
| - | -- | -- |
| A | AA | Aa |
| a | Aa | aa |

Dal quadrato di Punnett si possono ricavare anche i rapporti fenotipici (3:1) e i rapporti genotipici (1:2:1).

## Incroci diibridi e multiibridi
Incroci di tipo più complicato sono quelli che prendono in considerazione due o più geni. Tuttavia il metodo del quadrato di Punnett funziona in modo realistico solo se i due o più geni presi in considerazione sono reciprocamente indipendenti, ovvero se possedere un particolare allele di un certo gene A non altera la probabilità che si abbia o meno anche il gene B. In altre parole ciò equivale a dire che i geni non debbano essere associati affinché le probabilità con cui compaiono negli organismi figli siano indipendenti.
L'esempio seguente illustra un incrocio diibrido tra due piante di pisello eterozigoti. R rappresenta l'allele dominante per la forma del baccello (rotonda), mentre r l'allele recessivo (raggrinzito). A rappresenta l'allele dominante per il colore del baccello (giallo), mentre a l'allele recessivo (verde). Se entrambe le piante genitrici hanno genotipo RrAa, dato che i geni di forma e colore sono indipendenti, essi potranno produrre quattro tipi di gameti diversi: RA, Ra, rA, e ra.
|    | RA   | Ra   | rA   | ra   |
| -- | ---- | ---- | ---- | ---- |
| RA | RRAA | RRAa | RrAA | RrAa |
| Ra | RRAa | RRaa | RrAa | Rraa |
| rA | RrAA | RrAa | rrAA | rrAa |
| ra | RrAa | Rraa | rrAa | rraa |

Dal momento che i tratti dominanti mascherano quelli recessivi, ci sono nove combinazioni che hanno il fenotipo giallo e rotondo, tre rotondo e verde, tre rugoso e giallo e uno rugoso e verde. Il rapporto 9:3:3:1 è tipico dell'incrocio diibrido tra genitori eterozigoti. Inoltre, sono presenti solo quattro genotipi omozigoti, mentre i restanti sono eterozigoti; si può riconoscere guardando gli alleli che compongono ogni casella. Questa legge scritta da Mendel è detta legge dell'assortimento indipendente, perché si comportano come se fossero indipendenti l'uno dall'altro.

### Il metodo ad albero di probabilità
Un metodo per visualizzare i risultati genotipici degli incroci è il metodo ad albero, tipicamente utilizzato nel calcolo delle probabilità del verificarsi di più eventi indipendenti.